# L6-B
L6-B — офшорне газове родовище у нідерландському секторі Північного моря.

## Опис
Поклади вуглеводнів виявили у 2009 році в пісковиках формації Слохтерен (Lower Slochteren Member), яка відноситься до пермського періоду.
Облаштування родовища провели за допомогою розташованої в районі з глибиною моря 34 метри дистанційно керованої міні-платформи L6-B, яку в червні 2014-го встановив плавучий кран Rambiz. Особливістю операції стала доставка з Роттердама повністю змонтованого об'єкта, який опустили краном на позицію для подальшого закріплення на дні за допомогою кесонної технології. Вага цієї споруди становить лише 1200 тонн, при цьому на опорну основу приходиться 1100 тонн. Платформа може обслуговувати не більше двох свердловин. Такий дизайн розробили спеціально для дрібних родовищ, до яких відноситься і L6-B.
Видача продукції відбувається по трубопроводу довжиною 19 км та діаметром 200 мм до розташованої на сусідньому газовому родовищі L8 платформи L8-P4.
Розробку L6-B, видобуток на якому стартував у червні 2015-го із плановим рівнем 0,7 млн м3 газу на добу, здійснює компанія Wintershall.
Видобувні запаси родовища оцінюються у 1,3 млрд м3.